# I Wear Your Love
Bring Back Love è il primo singolo della cantante country statunitense Lisa Angelle, estratto nel 1999 dall'album Lisa Angelle.